# Тимофеев, Василий Тимофеевич
Васи́лий Тимофе́евич Тимофе́ев (тат. Василий Тимофей улы Тимофеев; 1836, деревня Никифорово, Мамадышский уезд, Казанская губерния — 2 (14) декабря 1895, Казань) — священнослужитель Русской православной церкви, миссионер, просветитель, педагог, первый священник из крещёных татар, заведующий Центральной крещёно-татарской школой, сотрудник и ученик Николая Ильминского.

## Ранние годы
Родился в 1836 году в деревне Никифорово (Чиябаш) Мамадышского уезда Казанской губернии (ныне Мамадышского района Республики Татарстан) в семье старокрещёного татарина. В автобиографическом произведении неоднократно называл себя татарином. Христианский просветитель нагайбаков Игнатий Тимофеев был младшим братом Василия Тимофеева.
В 1847 году поступил в школу Министерства государственных имуществ в селе Абди, в которой хорошо усвоил русскую грамоту и мог свободно читать книги богословского и религиозно-нравственного содержания. В ходе чтения книг он проникался православной верой, христианским миро-пониманием и мироощущением. Василий пытался объяснить некоторые христианские истины своей семье, но наткнулся на непонимание со стороны самых близких для него людей — семьи, «фанатически державшейся суеверной татарской старины».
В 1856 году ушёл из своей деревни и поселился в расположенном в Казани Иоанно-Предтеченском монастыре в качестве послушника, где хотел остаться навсегда. Но, не получив увольнения из сельской общины, в 1858 года он вернулся домой. Родители Василия, не желая больше отпускать сына в город, насильно заставили его вступить в брак.
Решающее значение на дальнейшую судьбу Василия Тимофеева оказал нуждавшийся в сотрудниках «апостол кряшен» Николай Ильминский, с которым они были знакомы с 1858 года. Ильминский помог ему уволиться из сельского общества и устроиться в Казани. В сентябре 1863 года по ходатайству Ильминского Тимофеев был принят в качестве практиканта татарского языка при миссионерском отделении Казанской духовной академии. С этих пор он стал постоянным сотрудником, а в дальнейшем — ближайшим другом и соратником Ильминского, с которым не расставался до самой смерти.

## Переводческая деятельность и духовное служение
При непосредственном участии Василия Тимофеева Н. И. Ильминский перевёл на татарский язык язык «Букварь» (г. Казань, 1862 г., 3-е изд., 1867 г.), книгу Бытия (1863 г.), книгу Премудрости сына Сирахова (1864 г.), Евангелие от Матфея (1866 г.), литургию Иоанна Златоуста и многие священные песни и стихиры.
В 1864 году в Казани, по инициативе Н. И. Ильминского, открылась Крещёно-татарская школа, принятая в число школ Министерства народного просвещения на правах частного учебного заведения (в 1864/1865 учебном году в ней обучалось двадцать человек: девятнадцать мальчиков и одна девочка). При этом В. Т. Тимофеев стал её первым заведующим и учителем.
В. Т. Тимофеевым и его учениками практиковались поездки по татарским населённым пунктам с духовно-просветительными целями. В 1869 году В. Т. Тимофеев был рукоположен во священника, после чего эти поездки приобрели более выраженный миссионерский характер.
В опубликованном в 1896 г. некрологе В. Т. Тимофеева, автором которого являлся известный историк Русской Церкви П. В. Знаменский, в частности, говорилось:
В высшей степени замечательна и поучительна судьба этого поистине избранника Божия, взысканного и поставленного Промыслом Божиим на свещник православной церкви, чтобы осветить мрак старокрещёного татарства, взысканного из самого же этого мрака, из тёмной татарской семьи безвестной татарской деревни Никифоровки глухого Мамадышского уезда, приобретшего печальную известность массовыми отступлениями старокрещёных татар от христианства.
По словам П. В. Знаменского, В. Т. Тимофеев «был хорошо известен даже в высших государственных сферах, удостаивался неоднократно личного внимания Высочайших особ», «был высоко ценим» обер-прокурорами Святейшего Правительствующего Синода графом Д. А. Толстым и К. П. Победоносцевым, попечителем Казанского учебного округа П. Д. Шестаковым, и другими.

## Произведения
- «Дневники старо крещеного татарина» (под редакцией и с предисловиями Н. И. Ильминского в «Православном Обозрении»)[1].

## Награды
В 1866 году Василий Тимофеев был пожалован золотой медалью «За усердие» для ношения на шее на Владимирской ленте. В 1871 году награждён набедренником, в 1875-м — скуфьёю, в 1881-м — камилавкой, в 1887-м — золотым наперсным крестом от Святейшего правительствующего синода, в 1892-м — орденом Святой Анны 3-й степени. В 1886 году Святейший правительствующий синод определил зачесть ему всю службу при миссионерском отделении Казанской духовной академии в действительную службу по духовно-учебному ведомству с предоставлением права по выслуге 25 лет на пенсию в размере триста рублей в год.

## Кончина, погребение, почитание
Огромным потрясением для В. Т. Тимофеева стала смерть в 1891 году его наставника и соратника Н. И. Ильминского, после чего здоровье В. Т. Тимофеева пошатнулось, и его начали преследовать различные болезни.
В марте 1895 года у В. Т. Тимофеева стало развиваться воспаление среднего уха, вследствие чего врачи послали его для лечения на юг, но он смог доехать только до Саратова, откуда В. Т. Тимофеева вновь привезли в Казань. Здесь ему была сделана операция, после которой началось заражение крови.
Во время своей болезни В. Т. Тимофеев очень сильно нуждался в средствах. Как оотмечалось в его некрологе: «По смерти Василия Тимофеевича не осталось ничего, кроме бедной обстановки и нескольких старых ряс, так как литературные и переводческие труды его принадлежат миссионерскому обществу».
2 (14) декабря 1895 года, в девять часов утра, на пятьдесят девятом году жизни В. Т. Тимофеев скончался после тяжёлой и продолжительной болезни. Похоронили В. Т. Тимофеев «за счёт его добрых друзей» П. В. и М. П. Щетинкиных.
4 (16) декабря 1895 года тело В. Т. Тимофеева было предано земле в семейной могиле на Арском кладбище в Казани, находившемся напротив здания Центральной крешёно-татарской школы.
В его некрологе, в частности, сообщалось:
Отпевание совершал Высокопреосвященнейший Владыка Владимир в сослужении ректоров Академии и семинарии, кафедрального протоиерея Е. А. Малова, инспектора Академии Н. П. Виноградова и 15 священнослужителей, в числе которых четверо были из инородцев — зять почившего о. Василия Тимофей Е. Егоров и приехавшие нарочно в Казань священники с. Янцовар (Лаишевск. уезда) о. Назарий Герасимов, с Шеморбаш (Мамад. уезда) о. Василий Кибяков и с. Елышева (того же у.) о. Евдоким Комиссаров. В числе множества молящихся об упокоении чистой души о. Василия присутствовали попечитель учебного округа, члены Братства св. Гурия, профессора Академии, несколько профессоров Университета, студенты и слушатели академических миссионерских курсов, несколько дам и воспитанниц Родионовского института, вся инородческая учительская семинария и вся крещёно-татарская школа. Похороны о. Василия имели в высшей степени трогательный характер; нельзя было без крайнего волнения видеть, как плакали ученики и ученицы школы. Скорбь их была так искрення, так глубока, что невольно заражала даже людей посторонних: при выносе покойного из дома плакала вся толпа присутствующих, девочки плакали навзрыд, плакали и взрослые люди.
В основании общего памятника В. Т. Тимофеева и его близких, представляющего собой белый каменный крест, высечены надписи на русском и кряшенском языках: «Священникъ из крещеныхъ татаръ Василій Тимоѳеевичъ Тимоѳеевъ сотрудникъ Н. И. Ильминскаго 1836 — 2 дек. 1895 г. Кряшеннярне жактыртыучы Васылійἅтей», «Жена его Матрона Алексѣевна и сынъ Василій Васильевичъ», а также — «Блажени умирающій о Господѣ. Кем дя кем Алла бойорокларын ӳзе кылыб, бютяннярне дя őйрятся, ул кюк падшалыгында олога саналыр. (Матѳ. V, 19).». Рядом — в одной ограде — находятся кресты с именами Марии Тимофеевны Тимофеевой и Екатерины Степановны Ильминской — жены Н. И. Ильминского (похороненного рядом с кладбищенской церковью святых благоверных князей Феодора, Давида и Константина Ярославских чудотворцев).

## Увековечение памяти
В. Т. Тимофеев пользовался большим уважением и почитанием среди кряшен, которые называли его «Бэчли-эти» («отец Василий»), и после его смерти могила просветителя стала местом паломничества кряшенской интеллигенции, священников и простолюдинов.
11 мая 2011 г. в Казани, в актовом зале Казанской духовной семинарии, при поддержке Кряшенского прихода города Казани и «Совета ветеранов кряшенского движения», прошла первая научная конференция, приуроченная к 175-летию со дня рождения В. Т. Тимофеева.
28 октября 2011 года в городе Мамадыш прошла вторая научно-практическая конференция «Значение религиозно-педагогической деятельности Василия Тимофеева в социально-культурном и духовно-нравственном развитии кряшенского населения Республики Татарстан», которая началась с Божественной Литургии, совершенной на кряшенском языке архиепископом Казанским и Татарстанским Анастасием (Меткиным), в сослужении духовенства кряшенских приходов республики. В ходе конференции выступило более двадцати докладчиков: свои выступления, посвящённые жизни и деятельности В. Т. Тимофеева, его миссионерским трудам, работе над переводом Священного Писания на кряшенский язык, а также о кряшенской культуре в целом, представили деятели науки, культуры, представители государственной власти, священнослужители, преподаватели и выпускники Казанской духовной семинарии, а также студенты высших учебных заведений республики.
10 июля 2014 года, в рамках проводившейся на Арском кладбище Казани по инициативе Казанского отделения «Русского Собрания» — «Русского Собрания города Казани» акции памяти, состоялось посещение могилы В. Т. Тимофеева, на которую был возложен венок, после чего была пропета «вечная память».